# Charles W. Faulkner
Charles W. Faulkner (12 de enero de 1952) es un prolífico investigador en la programación neurolingüística. Ha trabajado con líderes y ejecutivos de Silicon Valley y Londres, modelando el conocimiento y el desempeño de individuos, equipos y organizaciones excepcionales.
Es coautor de PNL: la nueva tecnología de logro, Dominio del éxito, y de los vídeos PNL en acción y Dominar la toma de decisiones de alto riesgo. También es autor de los programas de audio sobre comunicación metafórica, que incluyen: Metáforas de la identidad, La rueda mítica de la vida, Palabras dentro de una palabra'' y Creación de influencia irresistible.